# ذا ويتنس (لعبة فيديو 2016)

القائمة باللغة العربية

ذا ويتنس (بالإنجليزية: The Witness)‏ هي لعبة ألغاز ثلاثية الأبعاد صدرت بتاريخ 26 يناير 2016 على أجهزة ويندوز وآي أو إس وبلاي ستيشن 4 ومايكروسوفت ويندوز. اللعبة من صنع المبرمج الأمريكي جوناثان بلو. تحتوي اللعبة على عدة لغات منها اللغة العربية.

## الأسلوب
اللعبة ذات العالم المفتوح تقوم على اكتشاف جزيرة مليئة بهياكل طبيعية من صنع البشر. يتقدم اللاعب من خلال حل الألغاز التي تقوم على التفاعل مع المتاهات المعروضة على لوحات في جميع أنحاء الجزيرة.

## وصلات خارجية
- ذا ويتنس على موقع IMDb (الإنجليزية)

- الموقع الرسمي